# Le Moutaret
Le Moutaret este o comună în departamentul Isère din sud-estul Franței. În 2009 avea o populație de 217 de locuitori.

## Evoluția populației
| An        | 1975 | 1982 | 1990 | 1999 | 2006 | 2009 |
| --------- | ---- | ---- | ---- | ---- | ---- | ---- |
| Populație | 127  | 128  | 142  | 161  | 198  | 217  |